# Миле войвода
Миле войвода е легендарен български хайдутин от XVIII век.

## Биография
Роден е в Битолско, тогава в Османската империя, днес Северна Македония. Миле войвода застава начело на чета, с която действа във Вардарска Македония в XVIII век.